# Tarhan Tower Airlines

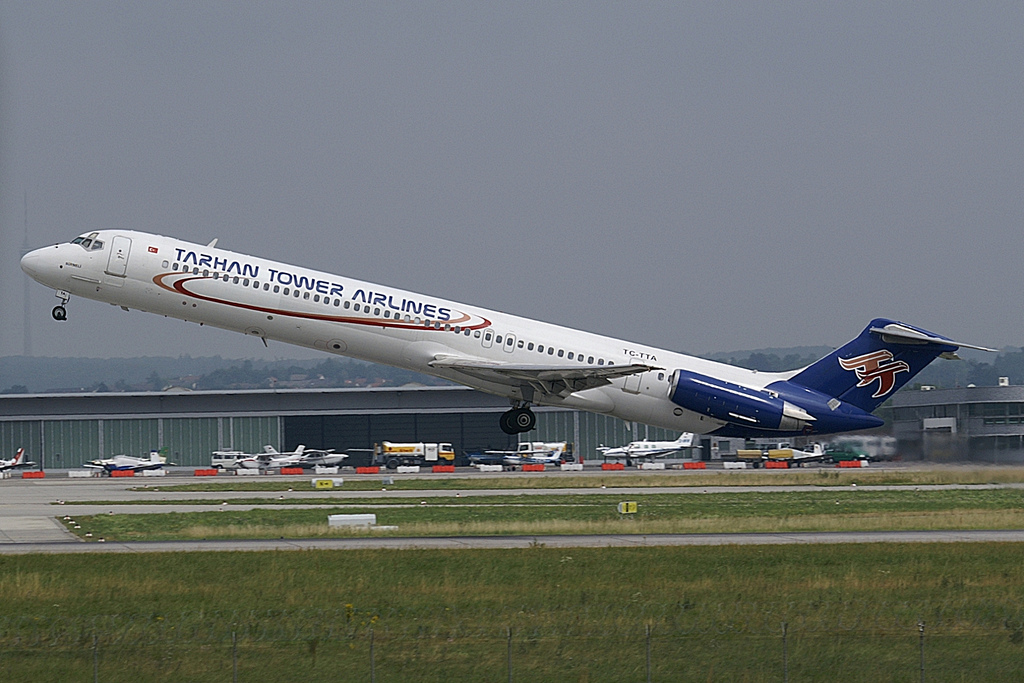
Tarhan Tower Airlines MD-82

Tarhan Tower Airlines is een Turkse charterluchtvaartmaatschappij. Haar thuisbasis is Atatürk International Airport in Istanboel.

## Codes
- IATA: -
- ICAO: TTH
- Roepletters: -

## Bestemmingen

### Binnenlandse bestemmingen
- Adana
- Ankara
- Antalya
- Istanboel
- İzmir
- Kayseri

### Buitenlandse bestemmingen
- Armenië
  - Jerevan
- België
  - Brussel
- Duitsland
  - Stuttgart
- Frankrijk
  - Parijs
- Irak
  - Arbil
- Iran
  - Teheran
- Italië
  - Bari
  - Milaan
  - Napels
- Nederland
  - Amsterdam

## Vloot
De maatschappij vliegt met de volgende toestellen:
- McDonnell Douglas MD-82 (2 stuks)

ACT Airlines · AJet · Corendon Airlines · Freebird Airlines · MNG Airlines · Pegasus Airlines · Southwind Airlines · SunExpress · Tailwind Airlines · Turkish Airlines ·  Turkish Cargo · ULS Airlines Cargo

Vluchten gestaakt: Air Anatolia · Ankair · AtlasGlobal · Bestair · Birgenair · Borajet · Fly Air · Inter Airlines · IZair · Orbit Express Airlines · Onur Air · Saga Airlines · Sky Airlines · Tarhan Tower Airlines · Turkuaz Airlines